# Tylencholaimus brevicaudatus
Tylencholaimus brevicaudatus är en rundmaskart. Tylencholaimus brevicaudatus ingår i släktet Tylencholaimus och familjen Dorylaimidae. Inga underarter finns listade i Catalogue of Life.